# Presse (Medien)
Der Oberbegriff Presse (von mittellateinisch pressa und französisch presse) leitet sich von der Druckerpresse aus der Zeit der analogen Drucktechnik ab.
Ursprünglich bezog sich der Begriff auf die Gesamtheit aller verbreiteten Druck-Erzeugnisse (Flugblätter, Plakate, Einblattdrucke, Flugschriften Zeitungen, Zeitschriften und Bücher).
In der zweiten Hälfte des 19. Jahrhunderts begann allmählich die Verengung dieses Begriffes auf die Bedeutung „Gesamtheit der gedruckten Zeitungen und Zeitschriften“. Ein anderer – überkommener – Ausdruck ist „Zeitungswelt“.
Heute steht die Presse auch für die Gesamtheit aller Zeitungen und Zeitschriften in jeglicher Form sowie für das damit zusammenhängende Nachrichten- und Meinungswesen. In gewissen Wortverbindungen (wie etwa Pressearbeit, Pressesprecher, Pressekonferenz etc.) steht der Wortteil „Presse“ in einem erweiterten Sinne für die Gesamtheit aller öffentlichen Medien (einschließlich Rundfunk (das ist Hörfunk und Fernsehen) und Internet), also der Massenmedien.
Die Institution der Presse wird häufig auch als Bestandteil der „vierten Gewalt“ bezeichnet (abgeleitet von den im Rahmen der Gewaltenteilung getrennten Staatsgewalten Legislative, Exekutive und Judikative) und hat in demokratischen Gesellschaften, genauso wie in diktatorischen, einen wesentlichen Einfluss auf die öffentliche Meinung und auf politische Entscheidungen. Alle freiheitlichen Verfassungen (in Deutschland in Art. 5 GG) garantieren deshalb die Pressefreiheit als Grundrecht. Das deutsche Bundesverfassungsgericht bezeichnet in seiner Rechtsprechung eine freie Presse als „schlechthin konstituierend“ für die Demokratie.

## Weitere Details
Die Gewährleistung der Informationsfreiheit ist bei der Presse Grundlage einer Informationsbeschaffung durch investigativen Journalismus, insbesondere Recherche, wodurch in der Vergangenheit einige Missstände in der Politik aufgedeckt werden konnten (zum Beispiel die Watergate-Affäre in den USA oder die Spiegel-Affäre in Deutschland).
Den Vorteilen einer freien und unbeeinflussten Presse stehen die Nachteile marktwirtschaftlicher Ausrichtung gegenüber: Das Streben nach hohen Auflagenzahlen und der Wunsch und Versuch der Herausgeber, die Leser an das Produkt zu binden, begünstigen eine sensationsorientierte oder voyeuristische Berichterstattung nicht mehr nur in der Regenbogen- und Boulevardpresse, sondern auch in einst seriösen Wochen-Zeitschriften. Die zunehmende regionale Monopolisierung außerhalb der Großstädte und die subtile Abhängigkeit von Verleger-Interessen werden von einigen als Gefahr für die Freiheit der Presse betrachtet – vor allem dann, wenn politische Parteien oder Milliardäre Eigentümer von Zeitungen sind.

(Siehe auch Mediendemokratie.)
Der Deutsche Presserat veröffentlichte 1973 seinen Pressekodex mit Regeln zur Selbstverpflichtung, mit den obersten Geboten der „Achtung vor der Wahrheit, die Wahrung der Menschenwürde und die wahrhaftige Unterrichtung der Öffentlichkeit“.
Der Anteil derjenigen, die innerhalb einer Woche Nachrichten aus der Presse zu ihrer Information genutzt haben, ging in Deutschland von 63 Prozent im Jahr 2013 auf nur noch 26 Prozent im Jahr 2022 zurück, in Österreich von 71 auf 42 Prozent und in der Schweiz von 63 auf 40 Prozent.
Anders als in Deutschland sind im Österreichischen Presserat in den Senaten keine Verleger vertreten.